# 多益网络
多益网络是一家中国電子游戏公司，总部位于中國广东省廣州市。该公司由徐波于2006年创立。該公司開發的遊戲有《神武》系列和《梦想世界》系列。 2016年和2018年，多益网络试图登陆A股和港股，但均未能成功。